# Lindenia tetraphylla
Lindenia tetraphylla és un odonat anisòpter de la família dels gòmfids que habita des de l'oest del Mediterrani fins al Pakistan. A la península Ibèrica és extremadament rara i només ha estat citada a la província de València en comptades ocasions i es creu que es podria haver extingit.
Les nimfes es desenvolupen preferentment en llacs oligotròfics vorejats de vegetació herbàcia riberenca. Sembla que poden suportar cert grau d'eutrofització i fins i tot de salinitat, encara que no és habitual. Els adults maduren lluny de les àrees de cria, llocs on tornen per a la reproducció. Els mascles tenen un fort comportament territorial. Els adults volen entre juny i agost.